# Carta de la Tortura Psicológica de Biderman

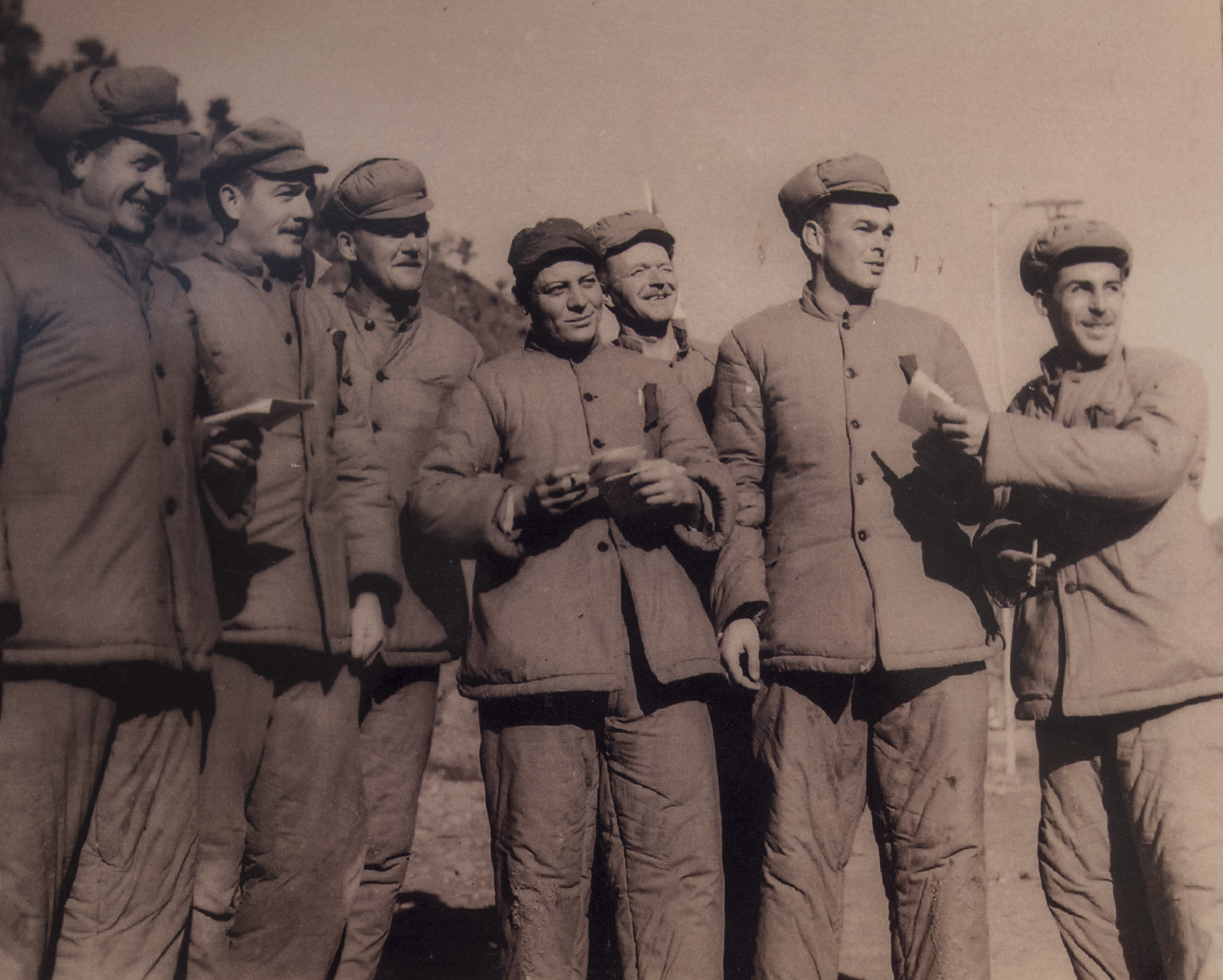
La carta de Biderman sobre la tortura psicológica proviene del estudio de Albert Biderman sobre los métodos utilizados por el ejército chino con los prisioneros estadounidenses durante la guerra de Corea.

La Carta Biderman sobre la tortura psicológica, también llamada "Principios Biderman", es una tabla desarrollada por el sociólogo Albert Biderman en 1957 para ilustrar los métodos de tortura chinos y coreanos contra los combatientes estadounidenses durante la guerra de Corea. Esta tabla enumera ocho principios cronológicos generales de la tortura que pueden quebrar psicológicamente a un individuo.

## Descripción
A pesar de que la carta tiene orígenes en la época de la Guerra Fría, la organización no gubernamental Amnistía Internacional ha declarado que la carta contiene las "herramientas universales de tortura". A principios de los años 2000, este gráfico fue utilizado por interrogadores estadounidenses en el campo de detención de la Bahía de Guantánamo (Bahía de Guantánamo en Cuba). También se ha utilizado para analizar el maltrato psicológico cometido por los autores de violencia doméstica.

## Métodos de coerción
La tabla incluye los siguientes métodos de coerción:
1. aislar a la víctima: privar a la persona de apoyo y vínculos sociales que le darían capacidad de resistencia. Desarrollar en la víctima una intensa preocupación por sí misma. Hacer que la víctima dependa de la autoridad;
2. monopolizar la percepción: centrar la atención de la víctima en una situación difícil y urgente, forzar su introspección. Eliminar información que pueda contradecir la de la autoridad. Castigar todas las acciones de insubordinación;
3. inducir agotamiento: debilitar la voluntad de resistir, ya sea física o mental;
4. amenazas presentes: cultivar la ansiedad, el estrés y la desesperación;
5. muestre indulgencias ocasionales: proporcione motivación para seguir órdenes, obedecer y someterse. Prevenir también la adicción a las privaciones impuestas;
6. demostrar la omnipotencia del poder: sugerir la inutilidad y la futilidad de la resistencia a la autoridad;
7. degradar a la víctima: hacer que el precio de su resistencia parezca más perjudicial para su autoestima que su capitulación. Reducir a la víctima al nivel de supervivencia animal;
8. exigir acciones estúpidas y sin sentido: desarrollar hábitos de sumisión a la autoridad, incluso para órdenes totalmente estúpidas, inútiles e infundadas. Rompiendo el libre albedrío y la capacidad de juzgar de la víctima.